# 长桂乡
长桂乡，是中华人民共和国重庆市巫溪县下辖的一个乡镇级行政单位。

## 行政区划
长桂乡下辖以下地区：
菊花村、黄木村、黄花村、金桂村、坪义村、清明村、孔梁村、木杉村、福光村和万古村。